# Oosterleek
Oosterleek is een dorp in de gemeente Drechterland, in de Nederlandse provincie Noord-Holland. Het behoorde tot 1 januari 2006 bij de gemeente Venhuizen en daarvoor, tot 1970, bij de gemeente Wijdenes. Het dorp heeft 105 inwoners (januari 2016), met een aantal buurtschappen meegerekend 300 inwoners (2008). In 2007 is Oosterleek samen met al deze buurtschappen opgegaan in gemeente Drechterland.
Oosterleek wordt voor het eerst genoemd in 1311 als Oesterleke. De plaatsnaam zou een verwijzing naar het feit dat het oostelijk lag van een waterloop, een leek. Van het jaar 1419 is bekend dat het een combinatie vormde met Wijdenes in verschillende verbanden. De bewoners van Oosterleek leefden eeuwenlang naast de landbouw ook van de visserij en zeevaart. In de eerste helft van de 17e eeuw kende Oosterleek een sterke economische bloei. Hierdoor nam het aantal inwoners ook sterk toe. Tijdens de bloei en de korte periode na de bloei woonden er zo'n 500 mensen in het dorp.
Maar de bloei sloeg uiteindelijk om en het aantal inwoners zakte daardoor snel. In 1730 waren er nog zo'n 190 inwoners en in 1795 nog maar 100. Daarna bleef het aantal vrij stabiel: in 2004 kende het zo'n 108 inwoners. Door onder meer het CBS wordt het inwonertal 200 hoger opgegeven doordat de buurtschappen Leekerweg en De Weed bij het dorp worden gerekend, hoewel Leekerweg voor het grootste deel formeel onder Wijdenes valt en zelfs binnen de bebouwde kom daarvan ligt.
Een klein deel van het oude Oosterleek ligt nu in het Markermeer omdat de dijk iets naar het noorden verplaatst werd om het gebied beter te kunnen beveiligen tegen de toenmalige Zuiderzee. Op dit kleine deel zou vroeger ook een kerk hebben gestaan. De huidige kerk in het dorp dateert van 1695 en verving toen een kerk uit de late middeleeuwen.
Even ten zuiden van Oosterleek staat in een haakse hoek van de Zuiderdijk het Vuurtje van Leek, een lichtopstand, waarop een strofe uit een gedicht van Emily Dickinson is aangebracht.